# Dipturus nidarosiensis
Dipturus nidarosiensis és una espècie de peix de la família dels raids i de l'ordre dels raïformes.

## Morfologia
- Els mascles poden assolir 200 cm de longitud total.[1][2]

## Reproducció
És ovípar i els ous tenen com unes banyes a la closca.

## Alimentació
Menja animals bentònics.

## Hàbitat
És un peix marí i d'aigües profundes (63°N-20°N) que viu entre 200–1000 m de fondària.

## Distribució geogràfica
Es troba a l'oceà Atlàntic oriental: les costes centrals i meridionals de Noruega, sud d'Islàndia, Irlanda i nord de Mauritània.

## Observacions
És inofensiu per als humans.